# Chapon-Seraing
Chapon-Seraing (en wallon Tchapon-Serè) est une section de la commune belge de Verlaine située en Région wallonne dans la province de Liège. C'est un petit village principalement agricole qui possède de nombreuses fermes, dont plusieurs remarquables, et un moulin. L'église de Chapon-Seraing est dédiée à saint Jean-Baptiste.
C'était une commune à part entière avant la fusion des communes de 1977.

## Démographie
- Sources:INS, Rem:1831 jusqu'en 1970=recensements, 1976= nombre d'habitants au 31 décembre

## Patrimoine et culture

### Patrimoine architectural
- Eglise Saint-Jean-Baptiste (1860).
- Ferme de Hemricourt-Stasse (1767).
- Ferme des Carmes déchaussés de Visé (XVIIIe siècle).
- Ferme Gramme-Keppenne (1726).
- Ferme de Vivario (1635).
- Ferme Lambotte (xVIIe siècle).

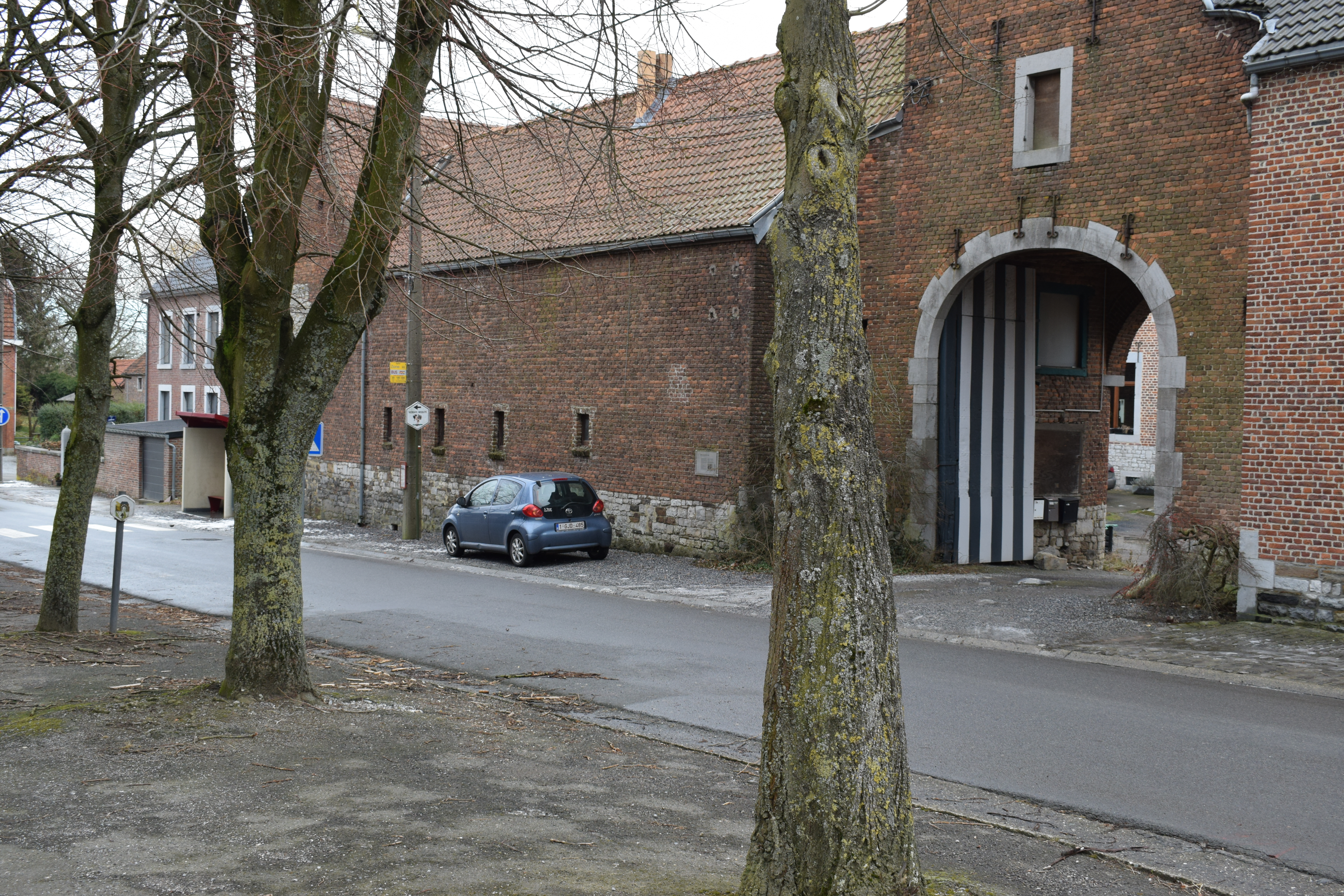
Ferme de Hemricourt-Stasse.
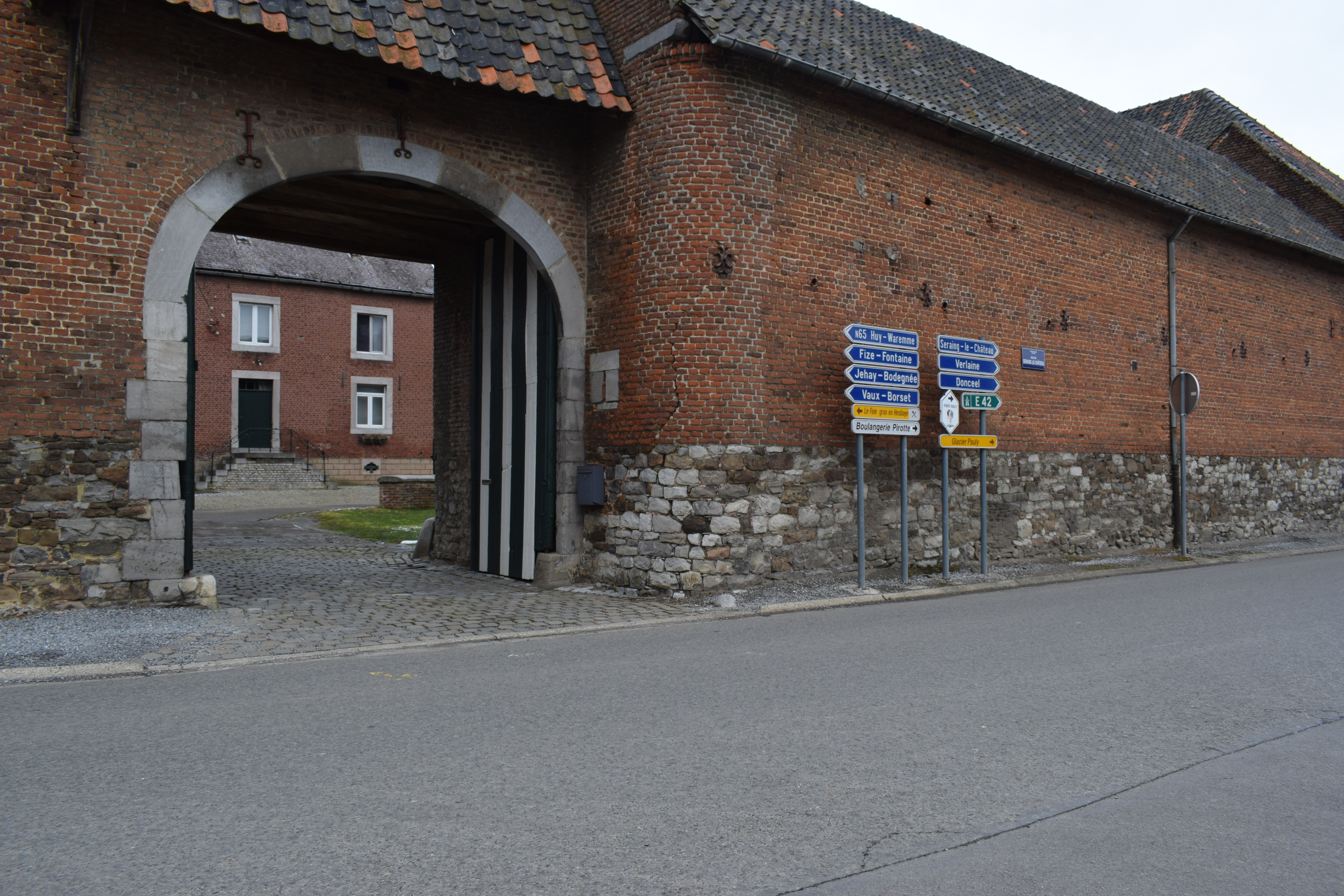
Ferme des Carmes déchaussés.
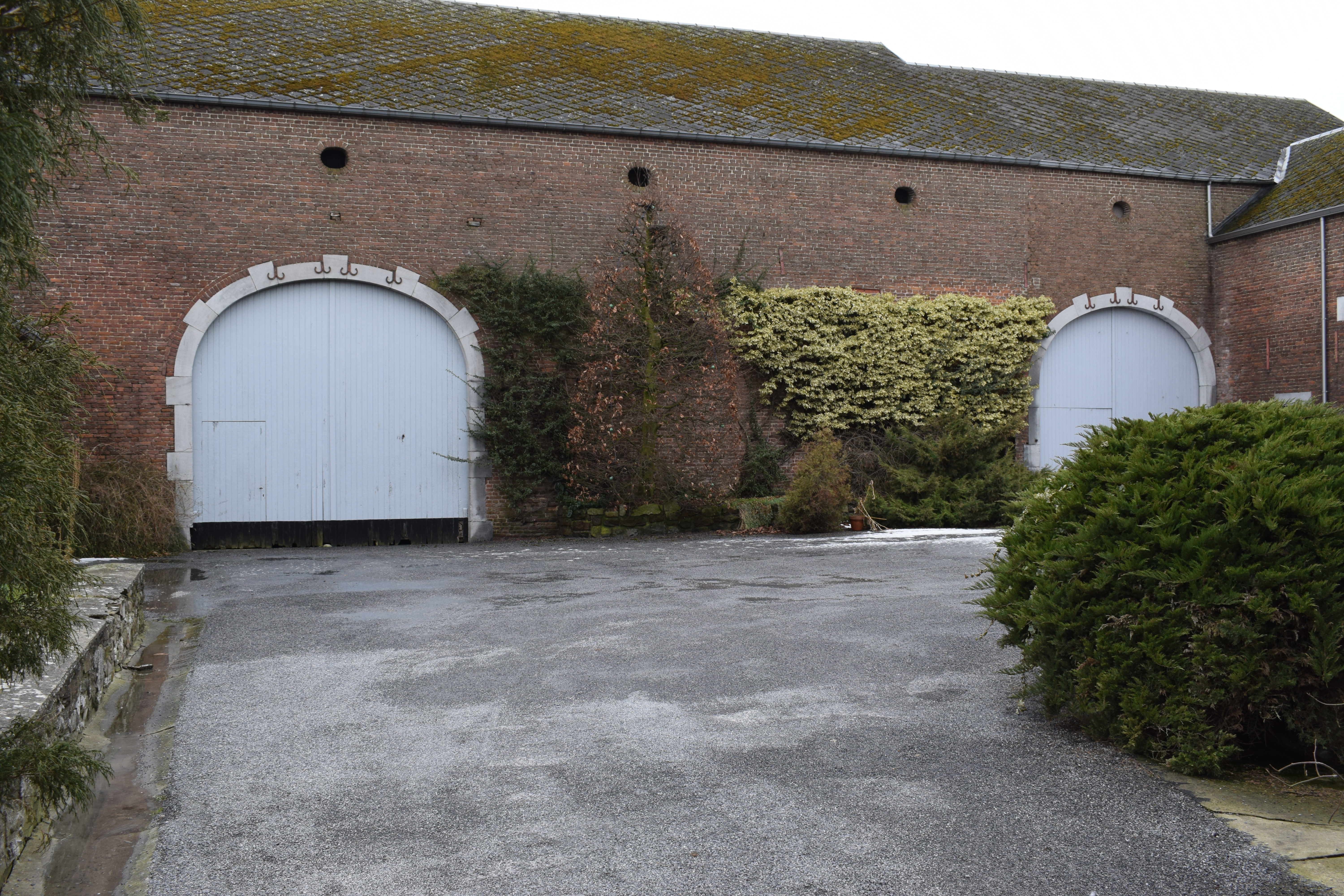
Ferme Lambotte.